# Красне (Гомельський район)
Красне (біл. Краснае) — агромістечко, центр Красненської сільради Гомельського району Гомельської області Білорусі.

## Географія

### Розташування
У 3 км на захід від Гомеля.

## Гідрографія
На річці Рандовка (притока річки Уза).

## Транспортна мережа
Планування складається з прямолінійної вулиці майже меридіональної орієнтації, до якої із заходу приєднуються 3 вулиці, з'єднані 2 провулками. На сході від окружної дороги — відокремлена ділянка забудови (коротка, прямолінійна вулиця з півдня приєднується до криволінійної вулиці, орієнтованої з південного сходу на північний захід). 
Забудова двостороння, переважно дерев'яна, садибного типу.

## Історія

### У складі Великого князівства Литовського
За письмовими джерелами відома з XVIII століття як село в Речицькому повіті Мінського воєводства Великого князівства Литовського, володіння Чорторийських.
У 1764 році російська армія на чолі з генералом Масловим вислали старовірів, що жили в селі у віддалених районів Росії. Але незабаром слобода почала знову заселятися.

### У складі Російської імперії
Після Першого поділу Речі Посполитої (1772) в складі Російської імперії. У 1795 році в Білицькому повіті. У 1779 році побудована дерев'яна Успенська церква, володіння графа Петра Олександровича Рум'янцева-Задунайського. З 1834 року у володінні фельдмаршала графа Івана Федоровича Паскевича, в Яроминській волості. 
У 1850 році відкрито народне училище (в 1889 році — 69 учнів). Згідно з переписом 1897 року розташовувався хлібозаготівельний магазин, в Поколюбицькій волості Гомельського повіту Могильовської губернії. 
У 1909 році — 1418 десятин землі.

### У складі БРСР (СРСР)
У 1926 — 1927 роках і з 1948 року центр Красненської сільради Гомельського району Гомельського округу (до 26 липня 1930 року) з 20 лютого 1938 року Гомельської області. 
У 1930 році організований колгосп «1 Травня», працювали 2 вітряні млини і кузня. 

#### Німецько-радянська війна
Під час німецько-радянської війни німецькі окупанти у 1943 році частково спалили село і вбили 14 жителів. У боях біля села восени 1943 року загинули 258 радянських солдатів і 5 партизан (поховані в братській могилі в сквері, біля будівлі управління колгоспу). Звільнена 26 листопада 1943 року Четвертою Біжицькою стрілецькою дивізією імені Олександра Васильовича Суворова. 107 жителів загинули на фронті. 

#### Післявоєнні роки
У 1962 році до села приєднані селища Громкі, Свєтлий, Коммунар. Центр колгоспу «Перемога». 
Розташовані комбінат побутового обслуговування, середня і музична школи, Будинок культури, бібліотека, амбулаторія, дитячий садок, відділення зв'язку, їдальня, 4 магазини, баня. 
З 28 травня 1981 року в школі діє краєзнавчий музей.

## Населення

### Чисельність
- 2004 — 1226 господарств, 3788 жителів.